# Ousman Jallow
Ousman Jallow est un footballeur gambien, né le 21 octobre 1988 à Banjul en Gambie. Il évolue comme attaquant.

## Sélection nationale
Ousman Jallow obtient sa première sélection le 14 juin 2008 contre l'Algérie lors d'un match qualificatif pour la Coupe du monde 2010 remporté (1-0) par les gambiens.
Il marque son premier but international le 6 septembre 2008 dans un autre match de qualification remporté (3-0) face au Liberia. 

## Palmarès
Al Ain
- Vainqueur de la Coupe des Émirats arabes unis (1) : 2006

 Gambie u20
- troisième de la Coupe d'Afrique des nations junior 2007

 HJK Helsinki
- Championnat de Finlande (1) : 2017
- Vainqueur de la Coupe de la Ligue (1) : 2015